# Otava (fiume)
L'Otava è un fiume della Repubblica Ceca, affluente della Moldava.